# Жегён
Жегён (фр. Jegun) — коммуна во Франции, находится в регионе Юг — Пиренеи. Департамент — Жер. Административный центр кантона Жегён. Округ коммуны — Ош.
Код INSEE коммуны — 32162.

## География

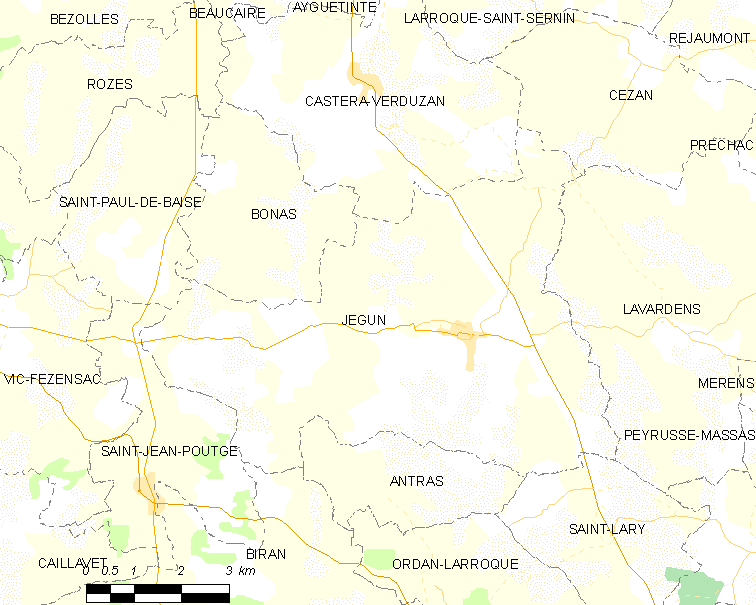
Карта коммуны

Коммуна расположена приблизительно в 590 км к югу от Парижа, в 85 км западнее Тулузы, в 16 км к северо-западу от Оша.
На западе коммуны протекает река Баиз.

## Климат
Климат умеренно-океанический. Лето жаркое и немного дождливое, температура часто превышает 35 °С. Зимой часто бывает отрицательная температура и ночные заморозки. Годовое количество осадков — 700—900 мм.

## Население
Население коммуны на 2010 год составляло 1137 человек.
| 1962 | 1968 | 1975 | 1982 | 1990 | 1999 | 2010 |
| ---- | ---- | ---- | ---- | ---- | ---- | ---- |
| 1086 | 1084 | 971  | 949  | 976  | 968  | 1137 |

## Администрация
| Период | Период | Фамилия        | Партия                              | Примечания |
| ------ | ------ | -------------- | ----------------------------------- | ---------- |
| ?      | 2005   | Филипп Монелло |                                     |            |
| 2005   | 2008   | Огюст Мот      |                                     |            |
| 2008   | 2020   | Ален Декус     | Французская коммунистическая партия |            |

## Экономика
В 2010 году среди 691 человека трудоспособного возраста (15-64 лет) 520 были экономически активными, 171 — неактивными (показатель активности — 75,3 %, в 1999 году было 71,3 %). Из 520 активных жителей работали 472 человека (239 мужчин и 233 женщины), безработных было 48 (25 мужчин и 23 женщины). Среди 171 неактивных 41 человек были учениками или студентами, 86 — пенсионерами, 44 были неактивными по другим причинам.

## Достопримечательности
- Церковь Св. Кандида (XII век)
- Часовня Св. Михаила (XVII век). Исторический памятник с 1979 года[4]
- Голубятня (XVII век). Исторический памятник с 1973 года[5]